# Scornicești
Scornicești é uma cidade da Romênia com 13.751 habitantes, localizada no județ (distrito) de Olt.